# Himilcón (217 a. C.)
Himilcón (en púnico Chimilkât, en griego antiguo Ἱμίλκων) fue un general cartaginés que dirigía la flota de Asdrúbal Barca en Hispania en 217 a. C.. Fue atacado por Cneo Cornelio Escipión Calvo en la boca del Ebro y derrotado, entre 35 y 40 barcos fueron capturados por los romanos y el resto escaparon con dificultad.